# Rallycross di Abu Dhabi

La frazione del circuito di Yas Marina che ospita il Rallycross di Abu Dhabi

Il Rallycross di Abu Dhabi (ufficialmente denominato Rallycross of Abu Dhabi o RX of Abu Dhabi) è una prova di rallycross che si svolge ad Abu Dhabi, negli Emirati Arabi Uniti, dal 2019, anno nel quale è stata introdotta nel calendario del campionato del mondo rallycross con il nome di World RX of Abu Dhabi.

## Storia
A ottobre del 2018 venne stabilito un accordo tra i titolari del circuito di Yas Marina, già sede del Gran Premio di Abu Dhabi di Formula 1 dal 2009, e gli organizzatori del campionato del mondo rallycross al fine di ospitare una gara in calendario per gli anni a venire; l'evento è stato inserito come gara di apertura della stagione 2019, da tenersi nel primo week-end di aprile. Il tracciato è stato ricavato all'interno del circuito di formula 1 nella zona della prima chicane (curve 4 e 5) e del primo tornante.
L'evento avrebbe dovuto svolgersi anche nella stagione 2020 come decimo appuntamento in programma, tuttavia esso venne cancellato a causa della Pandemia di COVID-19.

## Edizioni
Vengono indicati soltanto i vincitori nella massima categoria (Supercar).
| Anno | Denominazione              | Sede      | Validità | Vincitori                                            | Auto                                                 | Scuderia                                             |
| ---- | -------------------------- | --------- | -------- | ---------------------------------------------------- | ---------------------------------------------------- | ---------------------------------------------------- |
| 2019 | World RX of Abu Dhabi 2019 | Abu Dhabi | World RX | Kevin Hansen                                         | Peugeot 208 WRX                                      | Team Hansen MJP                                      |
|      |                            |           |          |                                                      |                                                      |                                                      |
| 2020 | World RX of Abu Dhabi 2020 | Abu Dhabi | World RX | evento cancellato a causa della Pandemia di COVID-19 | evento cancellato a causa della Pandemia di COVID-19 | evento cancellato a causa della Pandemia di COVID-19 |